# NGC 2346
NGC 2346 è una nebulosa planetaria bipolare situata nella costellazione dell'Unicorno a circa 2000 anni luce dalla Terra; è stata scoperta da William Herschel nel 1785. È chiamata anche con il nome di Nebulosa Farfalla NGC 2346, a causa della sua struttura, che ricorda le ali di questo insetto.
Nel centro di questa nebulosa è situato un sistema binario ad eclisse formato da una stella bianca di sequenza principale e da una calda stella subnana con un periodo di rotazione di 16 giorni. Secondo questo studio, tra queste due stelle, in passato ci fu un trasferimento di massa che avrebbe causato delle anomalie nella stella primaria. Da altre misurazioni, si è dedotta la massa della nebulosa, 1,85 volte quella solare e, dalla velocità di espansione del gas, l'età: circa 3500 anni.
La forma a farfalla è creata dai forti venti stellari della stella sub-nana. Essa è stata in passato una stella gigante, ma ha perso ora gran parte della sua massa. Gli strati superficiali della stella sono stati espulsi, andando a contaminare la compagna ed esponendo il suo nucleo. A causa di ciò essa è una delle stelle più calde conosciute, avendo una temperatura superficiale pari a 100 000 kelvin.